# N-грам
N-грам је низ од n суседних симбола у одређеном редоследу. Симболи могу бити n суседних слова (укључујући интерпункцијске знаке и празнине), слогова, или ређе целих речи пронађених у језичком скупу података; или суседних фонема извучених из скупа података снимљеног говора, или суседних базних парова извучених из генома. Они се прикупљају из текстуалног корпуса или говорног корпуса.
Ако се користе латински нумерички префикси, онда се n-грам величине 1 назива „униграм”, величине 2 „биграм” (или, ређе, „диграм”) итд. Ако се, уместо латинских, даље користе енглески основни бројеви, онда се називају „четворограм” (four-gram), „петограм” (five-gram), итд. Слично томе, у рачунарској биологији се користе грчки нумерички префикси као што су „мономер”, „димер”, „тример”, „тетрамер”, „пентамер” итд, или енглески основни бројеви, „one-mer”, „two-mer”, „three-mer” итд, за полимере или олигомере познате величине, који се називају k-мери. Када су ставке речи, n-грами се такође могу назвати shingles.
У контексту обраде природног језика (NLP), употреба n-грама омогућава моделима вреће речи (bag-of-words) да забележе информације као што је редослед речи, што не би било могуће у традиционалном окружењу вреће речи.

## Примери
Клод Шенон је у свом раду из 1951. године разматрао n-грам моделе енглеског језика. На пример:
- Модел 3-грама на нивоу знакова (насумично извлачење засновано на вероватноћама сваког триграма): in no ist lat whey cratict froure birs grocid pondenome of demonstures of the retagin is regiactiona of cre
- Модел 2-грама на нивоу речи (насумично извлачење речи узимајући у обзир њихове транзиционе вероватноће): the head and in frontal attack on an english writer that the character of this point is therefore another method for the letters that the time of who ever told the problem for an unexpected

| Област                              | Јединица      | Пример низа                 | Низ 1-грама                                                    | Низ 2-грама                                                                  | Низ 3-грама                                                                              |
| Уобичајени назив                    |               |                             | униграм                                                        | биграм                                                                       | триграм                                                                                  |
| Ред резултујућег Марковљевог модела |               |                             | 0                                                              | 1                                                                            | 2                                                                                        |
| ----------------------------------- | ------------- | --------------------------- | -------------------------------------------------------------- | ---------------------------------------------------------------------------- | ---------------------------------------------------------------------------------------- |
| Секвенцирање протеина               | Аминокиселина | ... Cys-Gly-Leu-Ser-Trp ... | ..., Cys, Gly, Leu, Ser, Trp, ...                              | ..., Cys-Gly, Gly-Leu, Leu-Ser, Ser-Trp, ...                                 | ..., Cys-Gly-Leu, Gly-Leu-Ser, Leu-Ser-Trp, ...                                          |
| Секвенцирање ДНК                    | Базни пар     | ...AGCTTCGA...              | ..., A, G, C, T, T, C, G, A, ...                               | ..., AG, GC, CT, TT, TC, CG, GA, ...                                         | ..., AGC, GCT, CTT, TTC, TCG, CGA, ...                                                   |
| Језички модел                       | знак          | ...to_be_or_not_to_be...    | ..., t, o, _, b, e, _, o, r, _, n, o, t, _, t, o, _, b, e, ... | ..., to, o_, _b, be, e_, _o, or, r_, _n, no, ot, t_, _t, to, o_, _b, be, ... | ..., to_, o_b, _be, be_, e_o, _or, or_, r_n, _no, not, ot_, t_t, _to, to_, o_b, _be, ... |
| Језички модел н-грама речи          | Реч           | ... to be or not to be ...  | ..., to, be, or, not, to, be, ...                              | ..., to be, be or, or not, not to, to be, ...                                | ..., to be or, be or not, or not to, not to be, ...                                      |

Слика 1 приказује неколико примера низова и одговарајуће низове 1-грама, 2-грама и 3-грама.
Следе даљи примери; ово су 3-грами и 4-грами на нивоу речи (и број њихових појављивања) из Гугловог n-gram корпуса.
3-грами
- ceramics collectables collectibles (55)
- ceramics collectables fine (130)
- ceramics collected by (52)
- ceramics collectible pottery (50)
- ceramics collectibles cooking (45)

4-грами
- serve as the incoming (92)
- serve as the incubator (99)
- serve as the independent (794)
- serve as the index (223)
- serve as the indication (72)
- serve as the indicator (120)